# اسوداد الجلد

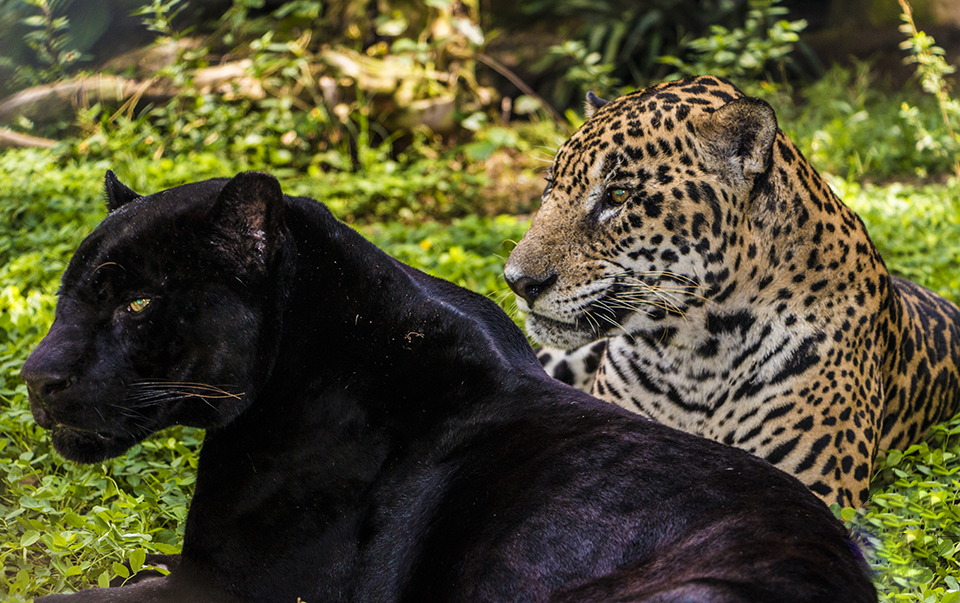
يغور أسدف وطبيعي.

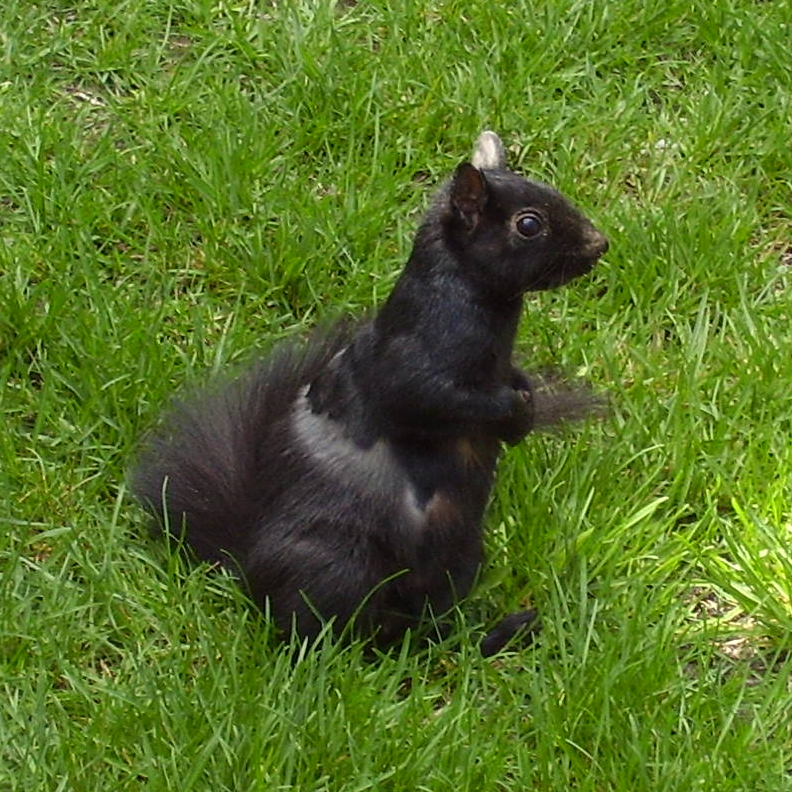
السنجاب الميلاني الرمادي الشرقي، تورنتو، كندا

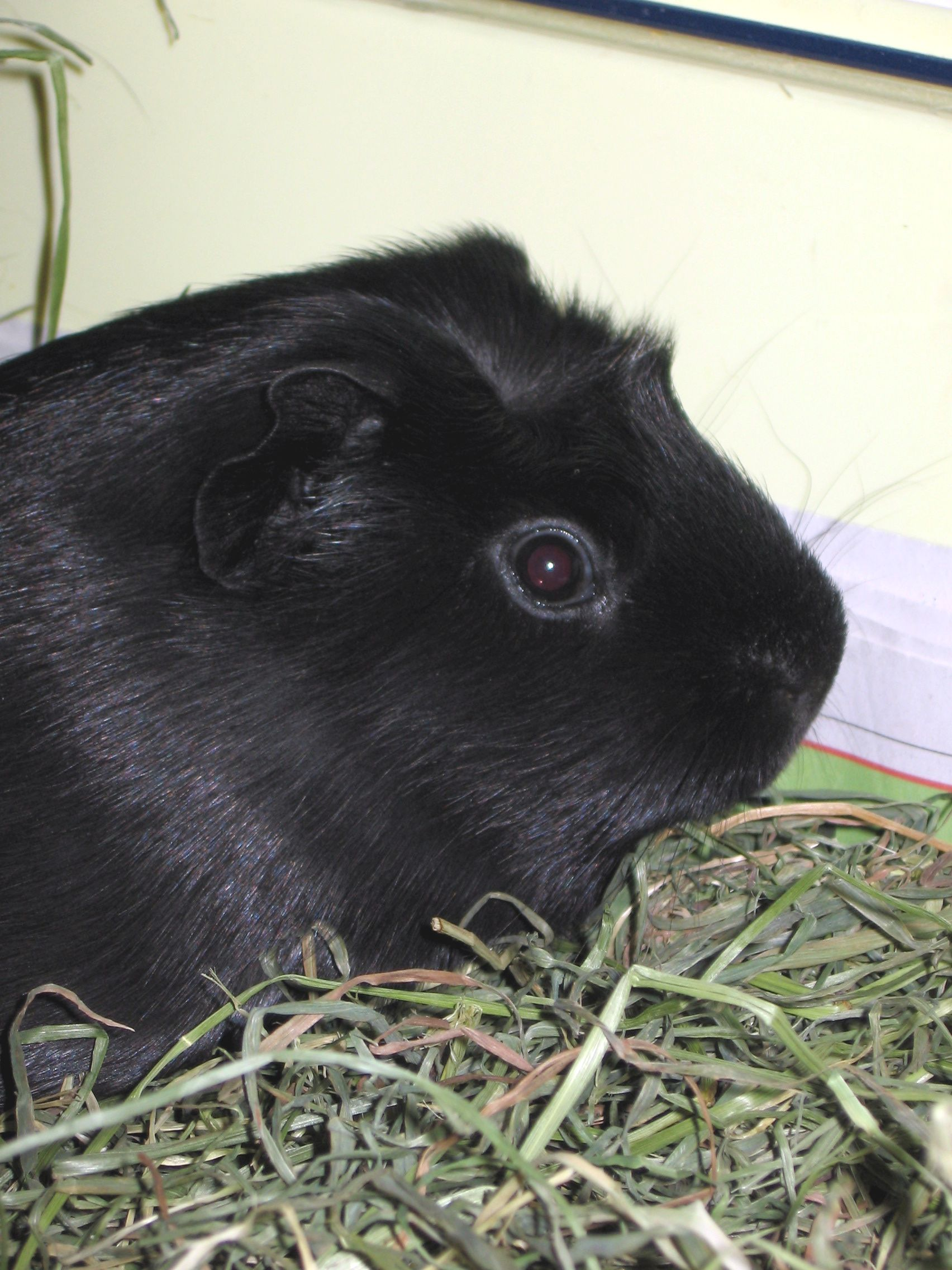
خنازير غينيا الميلانية النادرة نسبيا، وتعتبر فعالة بشكل خاص في استخدامها في طقوس معالجي الأنديز.

اسْوِدَادُ الجِلْد أو داء السَّواد أو المِلانِينيَّة أو القَتامِينيَّة أو الإسْدَاف (بالإنجليزية: Melanism)‏ هو تكون صبغة الميلانين داكنة اللون في الجلد أو زوائده، وهو عكس المهق. تاريخيا، كان أيضا المصطلح الطبي لليرقان الأسود. يُنْعَت الحيوان المُصاب به أسْدَف.
كلمة الميلانية مشتقة من اليونانية: μελανός («الصبغة السوداء»).
الميلانية الزائفة، وتسمى أيضا الوفرة، هي البديل الآخر من التصبغ، وتتميز بالبقع الداكنة أو الخطوط الموسعة، والتي تغطي جزءا كبيرا من جسم  الحيوان، مما يجعلها تبدو مصبوغة بالميلانين. يسمى نقص  أو الغياب التام لأصباغ الميلانين انعدام الميلانية.
الترسب المَرَضي للمادة السوداء، والذي غالبا ما يكون ذو طابع خبيث يسبب الأورام المصطبغة، يسمى الميلانوزيس.  للحصول على وصف للاضطرابات المرتبطة بالميلانين، انظر الميلانين.

## التكيف
تسمى الميلانية المرتبطة بعملية التكيف «التكيفية». الأكثر شيوعا، أن الأفراد داكنة اللون تصبح أكثر قدرة على البقاء على قيد الحياة والتكاثر في بيئتهم لأنها مموهة أكثر من غيرها. هذا يجعل بعض الأنواع أقل وضوحا للحيوانات المفترسة، في حين أن البعض الآخر، مثل الفهود السوداء، يستخدمها كميزة للحصول على المؤن أثناء الصيد الليلي.   عادة، تكون الميلانية التكيفية وراثية: يكون الجين المهيمن، الذي يعبر عنه في الشكل الظاهري كليا أو شبه كلي، هو المسؤول عن كمية الزائدة من الميلانين.
قد تبين أن الميلانية التكيفية تحدث في مجموعة متنوعة من الحيوانات، بما في ذلك الثدييات مثل السناجب والعديد من السنوريات والكلبيات، والثعابين المرجانية. يمكن أن تؤدي الميلانية التكيفية إلى خلق تكيفات شكلية، وأبرز مثال على ذلك العثة المتخللة، التي يُقدَم التاريخ التطوري لها في المملكة المتحدة كأداة تعليمية كلاسيكية لتعليم مبادئ الانتقاء الطبيعي.

## الميلانية الصناعية
الميلانية الصناعية هي تأثير تطوري في الحشرات مثل العثة المتخللة، وبيستون بيتولاريا في المناطق الخاضعة للتلوث الصناعي. يُفضل الانتقاء الطبيعي الأشخاص داكني الصبغة، على ما يبدو لأنهم أفضل تمويهًا ضد الخلفيات الملوثة. عندما قل التلوث في وقت لاحق، استعادت الأشكال الأخف وزنا ميزة وأصبحت الميلانية أقل تكررا. تم اقتراح تفسيرات أخرى، مثل أن صبغة الميلانين تساهم في تدمير المهاجمين من خلال الدفاعات المناعية للشكل الداكن اللون للكائن الحي. وهناك آلية أخرى مقترحة تتمثل في وجود ميزة حرارية من التلون الداكن.

## في السنوريات
يحدث تلوين المعطف الميلانيني باعتباره تعدد الأشكال الشائع في 11 من 37 نوعا من أنواع السنوريات ويصل إلى معدلات تكرار عالية في بعض الحالات ولكن لم يحقق التثبيت الكامل. النمر الأسود، وهو شكل ميلاني من النمور، شائع في الغابات الاستوائية المطيرة في مالايا والغابات المطيرة الاستوائية على سفوح بعض الجبال الأفريقية، مثل جبل كينيا. كما يوجد  أشكال ميلانية للقط الأنمر في بعض مناطق شرق أفريقيا. في جاغواروندي، يتنوع اللون من البني الداكن والرمادي إلى الأحمر الخفيف. الأشكال الميلانية من الجاكوار شائعة في أجزاء معينة من أمريكا الجنوبية.   في 1938 و 1940، تم اصطياد اثنين من الأشكال الميلانية للوشق الأحمر على قيد الحياة في شبه الاستوائية فلوريدا.
في عام 2003، تم تأكيد النمط المهيمن لوراثة الميلانية في النمور من خلال إجراء تحليل نقل النمط الظاهري في  116 فرد أصيل منتقى. تم العثور على أن الحيوانات الميلانية تحمل نسخة واحدة على الأقل من أليل تسلسل MC1R، تحمل 15 زوج من القواعد المحذوفة الإطار. كان عشرة من النمور الجورجية غير ذات الصلة إما متماثلة الزيجوت أو متغايرة لهذا الأليل. يؤدي حذف  24 زوج من القواعد إلى أليل مهيمن غير كامل في الميلانية في جاغواروندي. كشف تسلسل إشارة أغوتي في منطقة الترميز الجيني أغوتي عن إزالة زوج من قاعدتين في القطط المحلية السوداء. كانت هذه المتغيرات غائبة في الأفراد الميلانية من القط جيوفروي، وأونسيلا، والقط بامباس والقط الذهبي الآسيوي، مما يشير إلى أن الميلانية نشأت بشكل مستقل أربع مرات على الأقل في عائلة القطط.
تتوارث الميلانية في النمور باعتبارها صفة مندلية متنحية أحادية بناءً على شكل رصدها. أزواج الحيوانات السوداء لديها حجم مواليد أصغر بكثير من غيرها من الأزواج المحتملة. بين يناير 1996 ومارس 2009، تم تصوير النمور في ستة عشر موقعا في شبه جزيرة الملايو في محاولة أخذ العينات لأكثر من 1000 فخ في الليلة. من أصل 445 صورة للنمور الميلانية التي تم التقاطها، جاء 410 من مواقع الدراسة جنوب برزخ كرا، حيث لم يتم أبدًا تصوير النمور ذات الأشكال غير الميلانية. هذه البيانات تشير إلى اقتراب ثبات الأليل الداكن في هذه المنطقة. الوقت المتوقع لتثبيت هذا الأليل المتنحي بسبب الانجراف الجيني وحده تراوحت بين حوالي 1100 سنة إلى حوالي 100,000 سنة. تم افتراض أن الميلانية في النمور ترتبط بشكل سببي مع ميزة انتقائية للكمائن.
الميلانية منتشرة على نطاق واسع في القطط المحلية، ولها أهمية ثقافية بين المجتمعات البشرية حيث أن القطط السوداء هي محور العديد من الخرافات والأساطير والمعتقدات الدينية.

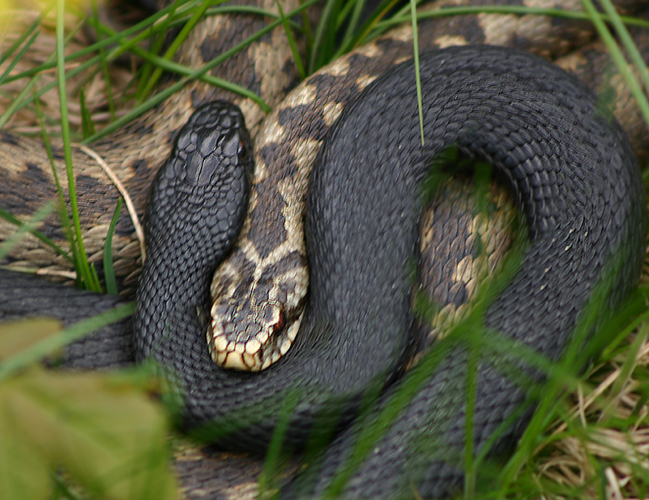
الأفعى الأوروبية الميلانية (فيبيرا بيروس) مقارنة بالأفعى الملونة الطبيعية.

## في الطيور
في نيسان / أبريل 2015، تم رصد فلامنغو أسود نادر للغاية في جزيرة قبرص المتوسطية. أظهر الدجاج السيلكي هذه الصفة.

## جهاز المناعة
الميلانين لديه العديد من الأدوار الفسيولوجية في الحفاظ على الصحة، مثل تصنيع فيتامين D. الميلانين هو المحدد الرئيسي لدرجة تصبغ الجلد ويحمي الجسم من الأشعة فوق البنفسجية الضارة. تصنيع كالسيتريول في الجلد، ومع ذلك، يعتمد على ضوء الأشعة B فوق البنفسجية. الجلد المصطبغ للغاية، إلى المستوى الموجود في الأشخاص ذوو الأصل الأفريقي، يلغي تقريبا جميع تصنيع 1,25- OH) 2D3)  الناتج عن الأشعة فوق البنفسجية. أكدت العديد من النماذج الحيوانية والدراسات السريرية على الدور الأساسي للفيتامين D كوسيط في العمليات المختلفة للجهاز المناعي. تشير الأدلة إلى أن تركيزات مصل الدم من 1,25- (OH) 2D3 وانتشار أمراض المناعة الذاتية في عدد معين من السكان ترتبط مع خط العرض الذي يقيم فيه هؤلاء السكان.
توفر جينات الميلانية في السنوريات مقاومة للعدوى الفيروسية. قد يفسر وباء فيروسي انتشار الفهود السوداء في جاوة وماليزيا وارتفاع نسبة النمور السوداء والعاملين السود في منطقة أبيرداريس في أفريقيا. في السابق، كانت السنوريات السوداء في أبيرداريز تعبر عن  التكيف مع الارتفاعات العالية، لأن الفراء الأسود يمتص المزيد من الحرارة.                                                                  
كما أشارت الدراسات التي نشرت في مجلة نيو ساينتيست في عام 2003 إلى أن الميلانية المتنحية مرتبطة بمقاومة الأمراض بدلا من الارتفاع. قد يكون للقطط الميلانية مقاومة أفضل للأمراض من القطط ذات الفراء الملونة «العادية». وهذا ما يفسر استمرار الميلانية المتنحية رغم كون الأفراد الميلانيون قليلي الحظ من حيث أنهم مموهون بشكل ضعيف في المناطق المفتوحة.

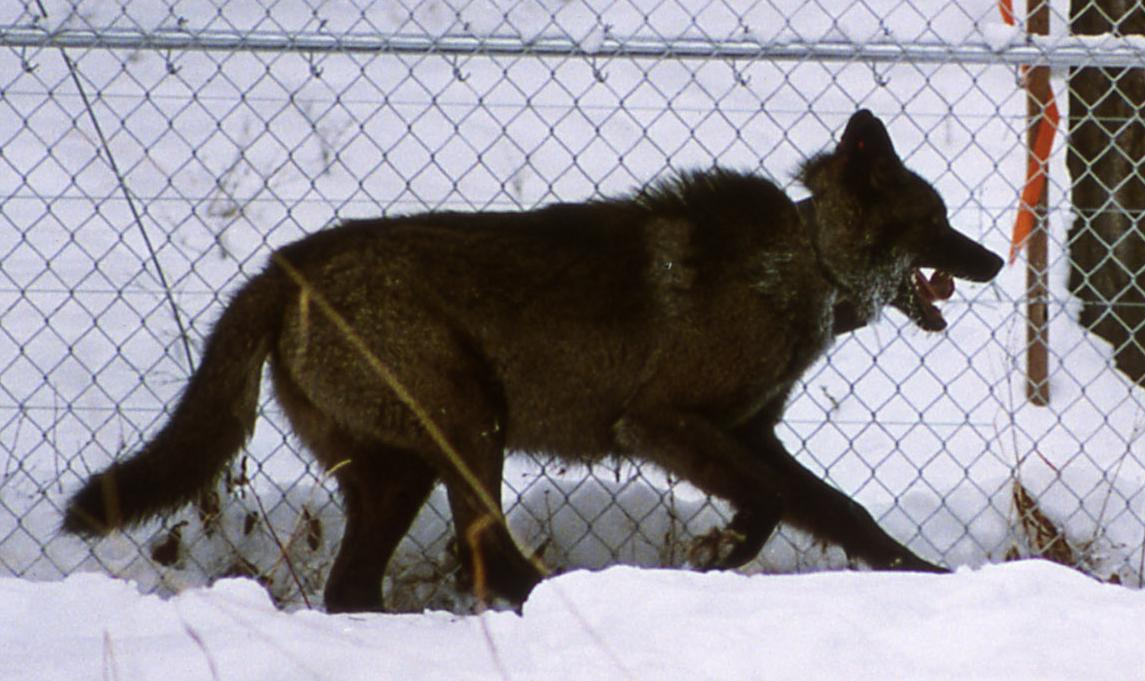
أظهرت الأبحاث الوراثية أن الذئاب الميلانية تدين بلونها إلى طفرة نشأت لأول مرة في الكلاب المحلية.

## السياسة الاجتماعية
استخدم مصطلح الميلانية على أوسينت، ومنتديات الإنترنت والمدونات ليعني حركة اجتماعية أمريكية أفريقية تتبنى فكرة أن البشر ذوي البشرة الداكنة هم البشر الأصليين ومنهم نشأت المجموعات أصحاب ألوان البشرة الأخرى. وقد استخدم مصطلح الميلانية في هذا السياق منذ منتصف التسعينيات،  وقد تم تعزيزه من قبل بعض الأفارقة، مثل فرانسيس كريس ويلسينغ.

## فهرس
- ديفيد أتينبارا (2002). The Life of Mammals (TV-Series and book). United Kingdom: BBC.
- Kettlewell، Bernard (1973). The Evolution of Melanism. Clarendon Press. ISBN:0-19-857370-7.
- Majerus، Michael (1998). Melanism: Evolution in Action. Oxford University Press. ISBN:0-19-854982-2.
- Melanism and disease resistance in insects